# Lettlands bidrag i Eurovision Song Contest

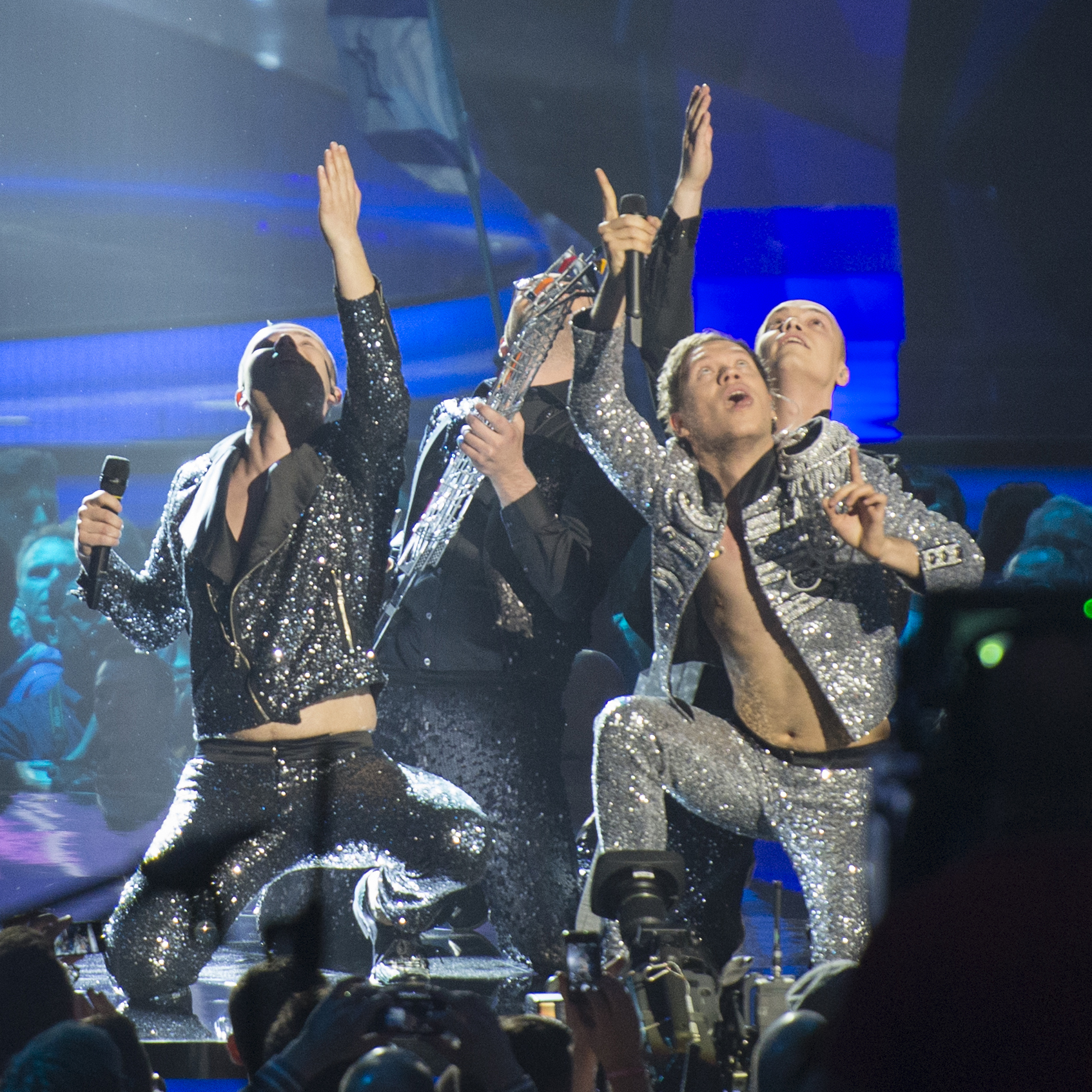
PeR i Malmö 2013.

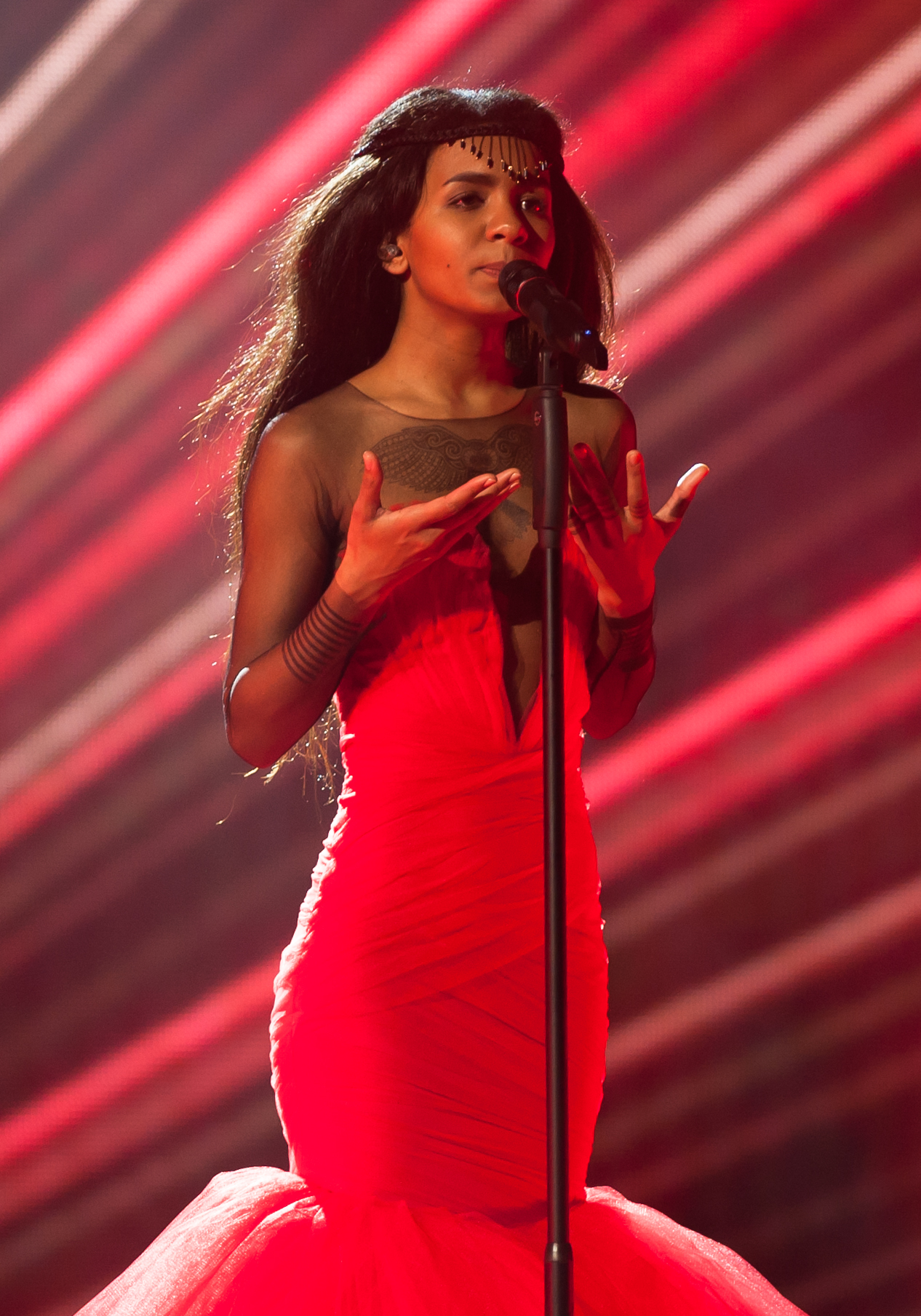
Aminata i Wien 2015.

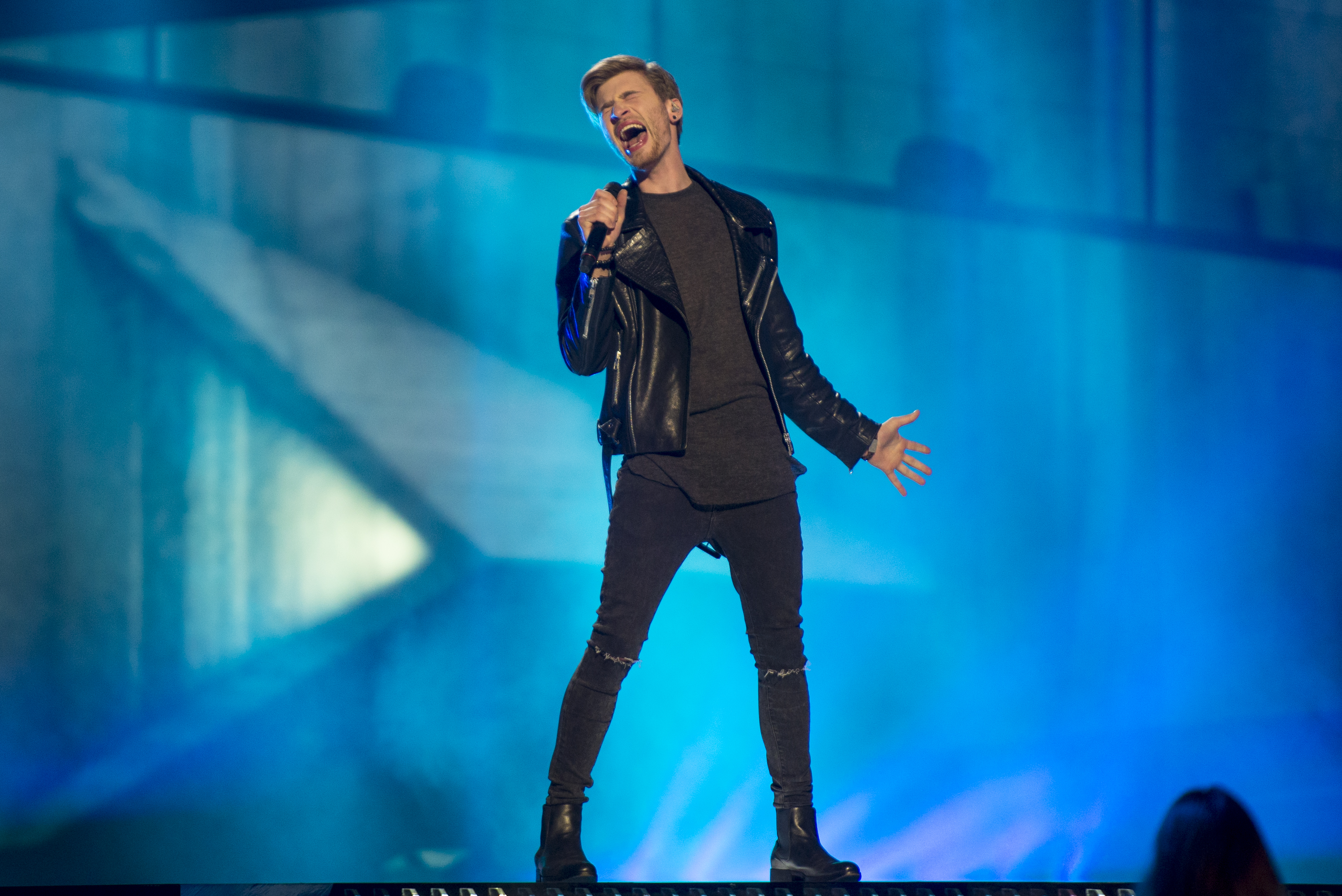
Justs Sirmais i Stockholm 2016.

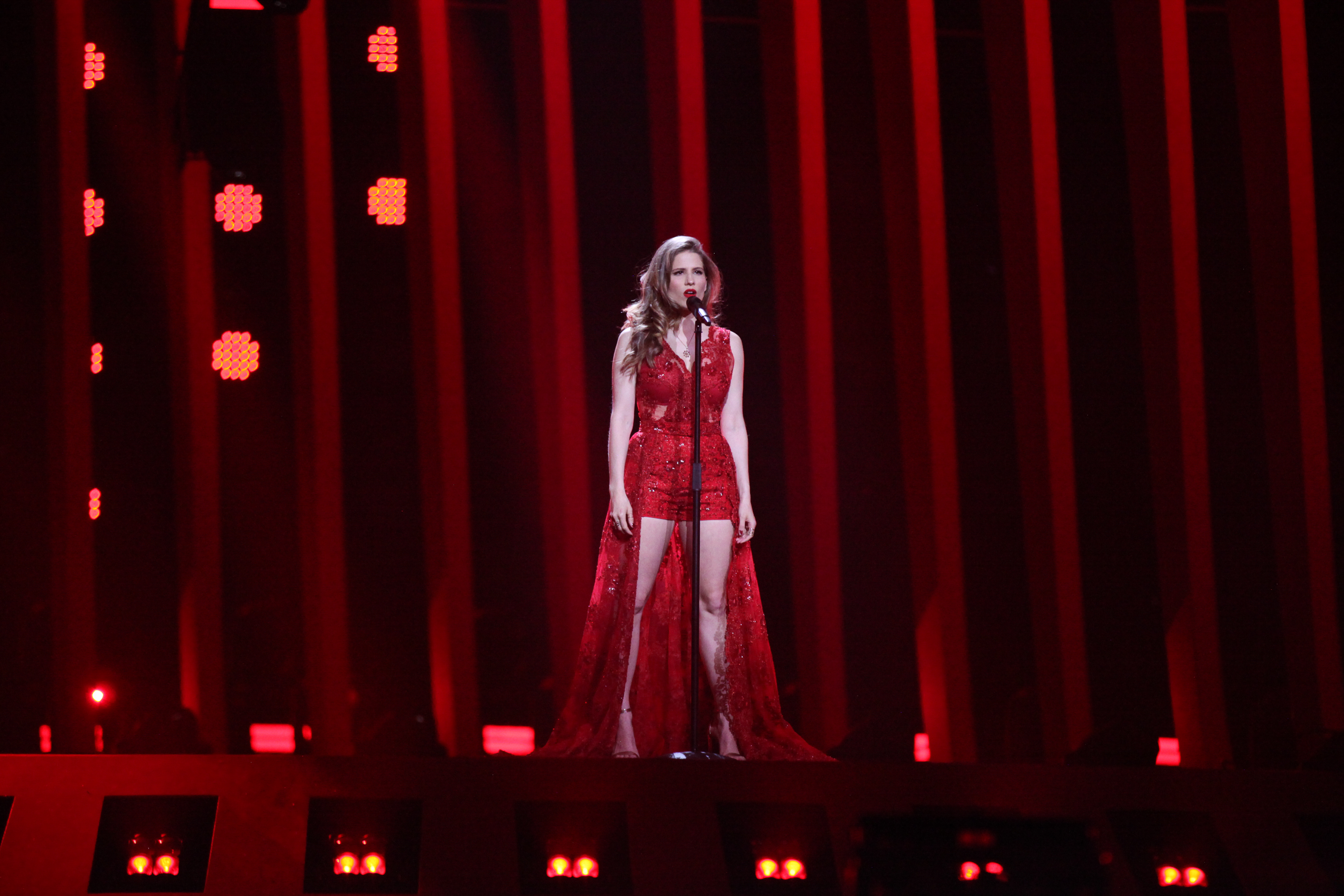
Laura Rizzotto i Lissabon 2018.

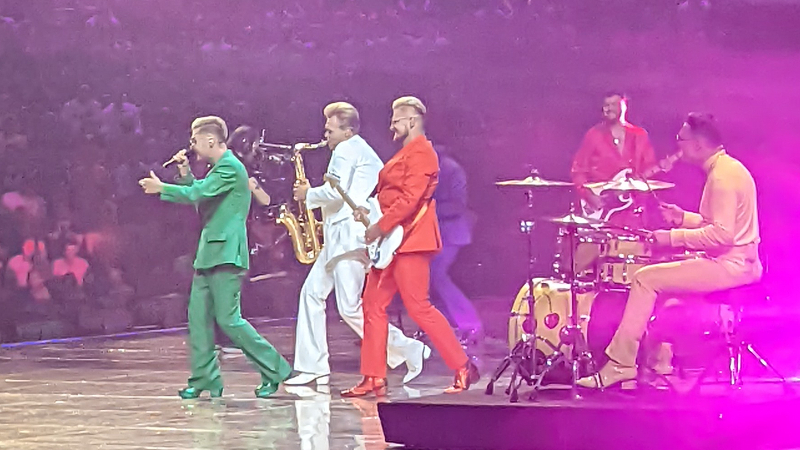
Citi Zēni i Turin 2022.

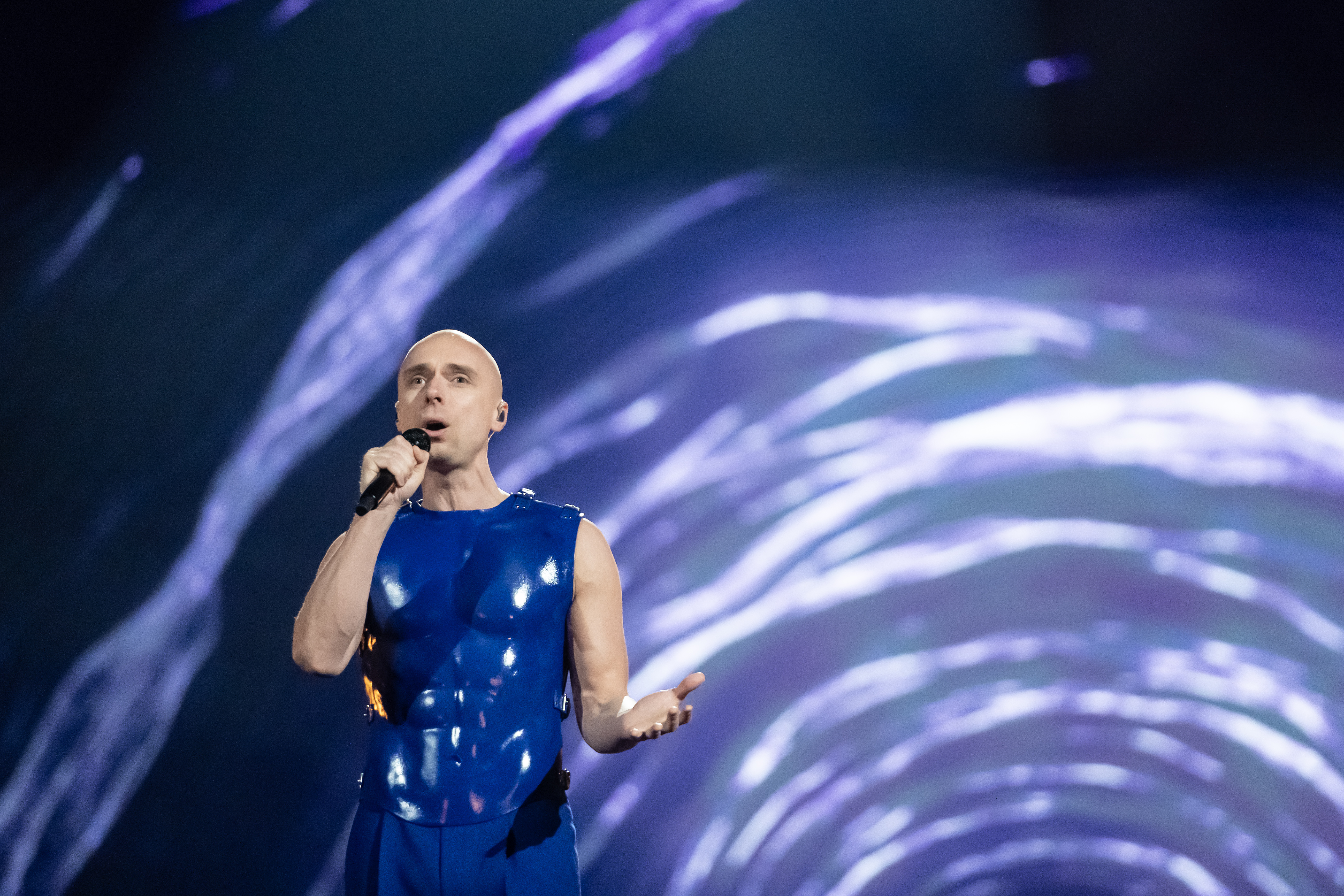
Dons i Malmö 2024.

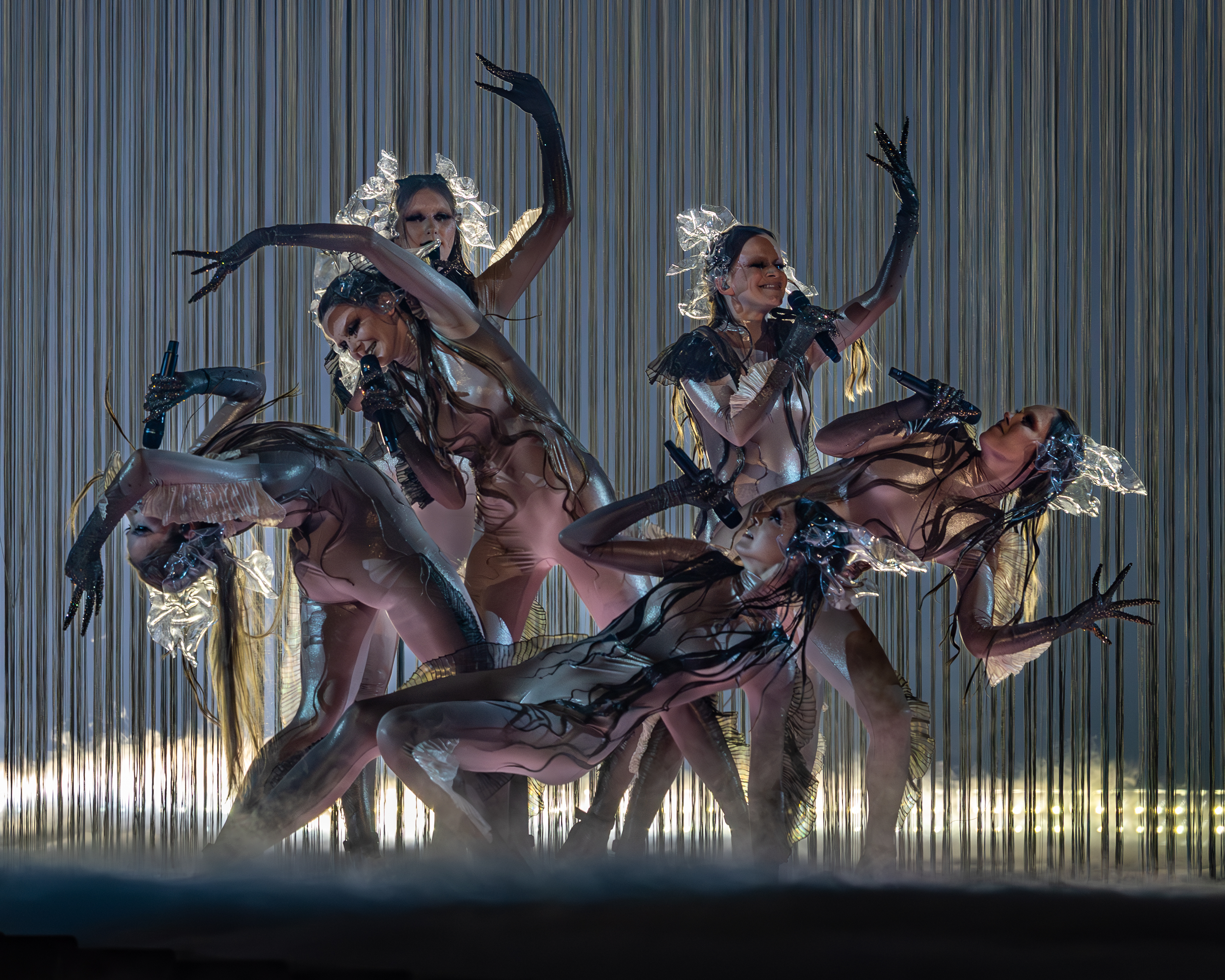
Tautumeitas i Basel 2025.

Lettland debuterade i Eurovision Song Contest 2000 och har till och med 2025 deltagit 25 gånger. Det lettiska tv-bolaget Latvijas Televīzija (LTV) ansvarade för Lettlands medverkan varje år mellan 2000 och 2024. Sedan 2025 är det Latvijas Sabiedriskie Mediji (LSM) som står som ansvariga för landets medverkan. Alla gånger man har deltagit har landets artist och bidrag tagits ut genom en nationell musiktävling som under åren bytt namn, numera heter den Supernova. 
Lettland har hittills vunnit tävlingen en gång; 2002. Förutom segern har man kommit på pallplats ytterligare två gånger. År 2000 kom man på tredjeplats i finalen och 2015 kom man tvåa i semifinalen. 

## Lettland i Eurovision Song Contest

### Historia
Lettlands debut 2000 blev en succé då gruppen Brainstorm med låten My Star slutade trea i finalen. Lettland placerade sig dåligt i finalen året därpå, vilket skulle leda till att landet skulle behöva stå över tävlingen 2002. Enligt de dåvarande tävlingsreglerna innebar att länder som placerade sig sämre ett år fick avstå medverkan året därpå för att kunna göra plats åt andra länder som hade fått avstå året innan att delta (Sovjetunionens och Jugoslaviens fall resulterade i att flera länder ville delta vilket ledde till denna regel). Men, då Portugal valde att dra sig ur, fick Lettland deras plats i tävlingen. Landet representerades av Maria Naumova som sjöng låten I Wanna, med en spektakulär salsashow, vilket tog henne hela vägen till vinst. Lettland fick stå som värd för tävlingen 2003. Det året blev det dittills sista året som Eurovisionen bara ägde rum under en finalkväll. När systemet med semifinal infördes 2004 missade Lettland att kvala sig till finalen det året. Lettland kom sedan att kvala sig in till finalen 2005 och slutade på femteplats i finalen med låten The War Is Not Over framförd av duon Walters & Kazha, Resultatet är Lettlands hittills bästa resultat sedan segern 2002. Resultatet innebar att Lettland var direktkvalificerat till finalen 2006. Enligt dåvarande system direktkvalificerade sig samtliga topp tio länder till finalen året därpå. Lettland var det första landet någonsin som sjöng a cappella, dvs. det fanns ingen förinspelad musik utan de sjöng musiken själva. Men Lettland slutade på sextondeplats i finalen vilket återigen krävde att landet skulle behöva vara i semifinal igen. Man gick vidare till finalen 2007 och även 2008. 2008 hade man dessutom infört systemet med två semifinaler. Efter fyra raka finaler började det gå betydligt sämre för Lettland i tävlingen. År 2009 valde det lettiska nationella TV-bolaget Latvijas Televīzija (LTV) att hoppa av tävlingen på grund av att man inte kunde finansiera det hela. Strax före anmälningsdeadline meddelade dock LTV att problemen hade löst sig genom sponsorer vilket gjorde att man kunde delta ändå. Samma problem uppstod inför 2010 års tävling, men genom sponsorer kunde man vara med ändå. Både 2009 & 2010 kom Lettland sist i sin semifinal. Samma sak upprepades i Malmö 2013. 
Lettland var tillbaka i finalen 2015 efter sex år av misslyckade kvalförsök. Artisten Aminata med låten Love Injected slutade sexa i finalen vilket var första gången på tio år som Lettland slutat inom topp tio. 2016 kvalade man sig återigen till finalen, då blev resultatet femtondeplats. Mellan 2017 och 2023 misslyckades Lettland med att kvala sig till finalen. Både 2017 och 2021 slutade man sist i sin semifinal. Lettland har sammanlagt slutat sist i semifinal vid fem tillfällen, vilket är mer än något annat land. Med anledning av de dåliga resultaten så är Lettland för närvarande ett av tävlingens minst framgångsrikaste länder av det aktiva deltagarna. 2024 skrällde Lettland när Dons tog sig till finalen med låten Hollow, trots att den låg sist på bettinglistorna med minst chans att nå finalen. Hollow slutade på sextonde plats i finalen med 64 poäng. 
2025 representerades Lettland av Tautumeitas med låten Bur man laimi. Lettland lottades att tävla i den 2:a semifinalen som ägde rum den 15 maj 2025. Lettland uppträdde med startnummer 4 och kvalificerade sig till finalen vilket innebar att de tog sig till final för andra året i rad. Det avslöjades senare att Lettland kom på 2:a plats med 130 poäng. I finalen tilldelades Lettland startnummer 11 och hamnade på 16:e plats i tittarnas omröstning med 42 poäng. Juryn placerade Lettland på 7:e plats med 116 poäng. Landet fick 12 poäng av tre länders jurygrupper: Danmark, Litauen och Storbritannien. Totalt fick Lettland 158 poäng och kom på 13:e plats, vilket var Lettlands bästa placering sedan 2015.

### Nationell uttagningsform
Varje år man har deltagit har man använt sig av en nationell tävling som har haft olika namn genom åren. 2000–2013 var namnet för tävlingen Eirodziesma, som år 2013 bytte namn till Dziesma, och från 2015 är Supernova det aktuella namnet för tävlingen. Upplägget har varierat från bara en finalkväll till semifinaler, andra chans och final men återkommande är att tv-tittarna har fått vara med och påverka vem som ska representera landet varje år, dock ibland i kombination av jurygrupper.

## Resultattabell
| 1 | Vinnare                            |
| 2 | Andra plats                        |
| 3 | Tredje plats                       |
| ◁ | Sista plats                        |
| X | Ett bidrag valdes men tävlade inte |

| År   | Artist             | Bidrag              | Språk              | Final              | Poäng              | Semi               | Poäng              |
| ---- | ------------------ | ------------------- | ------------------ | ------------------ | ------------------ | ------------------ | ------------------ |
| 2000 | Brainstorm         | My Star             | Engelska           | 3                  | 136                | Inga semifinaler   | Inga semifinaler   |
| 2001 | Arnis Mednis       | Too Much            | Engelska           | 18                 | 16                 | Inga semifinaler   | Inga semifinaler   |
| 2002 | Marie N            | I Wanna             | Engelska           | 1                  | 176                | Inga semifinaler   | Inga semifinaler   |
| 2003 | F.L.Y.             | Hello from Mars     | Engelska           | 24                 | 5                  | Inga semifinaler   | Inga semifinaler   |
| 2004 | Fomins & Kleins    | Dziesma par laimi   | Lettiska           | Kvalificerade inte | Kvalificerade inte | 17                 | 23                 |
| 2005 | Walters & Kazha    | The War Is Not Over | Engelska1          | 5                  | 153                | 10                 | 85                 |
| 2006 | Cosmos             | I Hear Your Heart   | Engelska           | 16                 | 30                 | Direktkvalificerad | Direktkvalificerad |
| 2007 | Bonaparti.lv       | Questa Notte        | Italienska         | 16                 | 54                 | 5                  | 168                |
| 2008 | Pirates of the Sea | Wolves of the Sea   | Engelska           | 12                 | 83                 | 6                  | 86                 |
| 2009 | Intars Busulis     | Probka              | Ryska              | Kvalificerade inte | Kvalificerade inte | 19                 | 7                  |
| 2010 | Aisha              | What For?           | Engelska           | Kvalificerade inte | Kvalificerade inte | 17                 | 11                 |
| 2011 | Musiqq             | Angel in Disguise   | Engelska           | Kvalificerade inte | Kvalificerade inte | 17                 | 25                 |
| 2012 | Anmary             | Beautiful Song      | Engelska           | Kvalificerade inte | Kvalificerade inte | 16                 | 17                 |
| 2013 | PeR                | Here We Go          | Engelska           | Kvalificerade inte | Kvalificerade inte | 17                 | 13                 |
| 2014 | Aarzemnieki        | Cake to Bake        | Engelska, lettiska | Kvalificerade inte | Kvalificerade inte | 13                 | 33                 |
| 2015 | Aminata            | Love Injected       | Engelska           | 6                  | 186                | 2                  | 155                |
| 2016 | Justs Sirmais      | Heartbeat           | Engelska           | 15                 | 132                | 8                  | 132                |
| 2017 | Triana Park        | Line                | Engelska           | Kvalificerade inte | Kvalificerade inte | 18                 | 21                 |
| 2018 | Laura Rizzotto     | Funny Girl          | Engelska           | Kvalificerade inte | Kvalificerade inte | 12                 | 106                |
| 2019 | Carousel           | That Night          | Engelska           | Kvalificerade inte | Kvalificerade inte | 15                 | 50                 |
| 2020 | Samanta Tīna       | Still Breathing     | Engelska           | Tävlingen inställd | Tävlingen inställd | Tävlingen inställd | Tävlingen inställd |
| 2021 | Samanta Tīna       | The Moon Is Rising  | Engelska           | Kvalificerade inte | Kvalificerade inte | 17                 | 14                 |
| 2022 | Citi Zēni          | Eat Your Salad      | Engelska           | Kvalificerade inte | Kvalificerade inte | 14                 | 55                 |
| 2023 | Sudden Lights      | Aijā                | Engelska2          | Kvalificerade inte | Kvalificerade inte | 11                 | 34                 |
| 2024 | Dons               | Hollow              | Engelska           | 16                 | 64                 | 7                  | 72                 |
| 2025 | Tautumeitas        | Bur man laimi       | Lettiska           | 13                 | 158                | 2                  | 130                |

1 Delar av Lettlands bidrag år 2005 framfördes under låtens gång på teckenspråk. 
 2 Innehåller fraser på lettiska.

## Röstningshistoria (2000–2016)[7]
Lettland har givit flest poäng till:
| Nr | Land     | Poäng |
| -- | -------- | ----- |
| 1  | Ryssland | 148   |
| 2  | Ukraina  | 93    |
| 3  | Sverige  | 82    |
| 4  | Litauen  | 74    |
| 5  | Estland  | 72    |

Lettland har mottagit flest poäng av:
| Nr | Land           | Poäng |
| -- | -------------- | ----- |
| 1  | Litauen        | 91    |
| 2  | Estland        | 88    |
| 3  | Irland         | 66    |
| 4  | Storbritannien | 47    |
| 5  | Norge          | 34    |
| 5  | Tyskland       | 34    |

- Observera att poängen endast gäller poäng i final.

## Kommentatorer och röstavlämnare
| År   | Kommentator(er)                                            | Röstningsavlämnare      |
| ---- | ---------------------------------------------------------- | ----------------------- |
| 2000 | Kārlis Streips                                             | Lauris Reiniks          |
| 2001 | Kārlis Streips                                             | Renārs Kaupers          |
| 2002 | Kārlis Streips                                             | Ēriks Niedra            |
| 2003 | Kārlis Streips                                             | Ģirts Līcis             |
| 2004 | Kārlis Streips                                             | Lauris Reiniks          |
| 2005 | Kārlis Streips                                             | Marija Naumova          |
| 2006 | Kārlis Streips                                             | Mārtiņš Freimanis       |
| 2007 | Kārlis Streips                                             | Janis Šipkevics         |
| 2008 | Kārlis Streips                                             | Kristīne Virsnīte       |
| 2009 | Kārlis Streips                                             | Roberto Meloni          |
| 2010 | Kārlis Streips                                             | Kārlis Būmeisters       |
| 2011 | Valters Frīdenbergs & Uģis Joksts                          | Aija Andrejeva          |
| 2012 | Valters Frīdenbergs (samtliga) & Kārlis Būmeistars (final) | Valters Frīdenbergs     |
| 2013 | Valters Frīdenbergs (samtliga) & Kārlis Būmeistars (final) | Anmary                  |
| 2014 | Valters Frīdenbergs & Kārlis Būmeistars                    | Ralfs Eilands           |
| 2015 | Valters Frīdenbergs (samtliga) & Toms Grēviņš (final)      | Markus Riva             |
| 2016 | Valters Frīdenbergs (samtliga) & Toms Grēviņš (final)      | Toms Grēviņš            |
| 2017 | Valters Frīdenbergs (samtliga) & Toms Grēviņš (final)      | Aminata Savadogo        |
| 2018 | Toms Grēviņš (samtliga) & Magnuss Eriņš (final)            | Dagmāra Legante         |
| 2019 | Toms Grēviņš & Ketija Šēnberga                             | Laura Rizzotto          |
| 2020 | Tävlingen ställdes in                                      | Tävlingen ställdes in   |
| 2021 | Toms Grēviņš (samtliga) & Marija Naumova (final)           | Aminata Savadogo        |
| 2022 | Toms Grēviņš & Lauris Reiniks                              | Samanta Tīna            |
| 2023 | Toms Grēviņš (samtliga) & Lauris Reiniks (final)           | Jānis Pētersons         |
| 2024 | Toms Grēviņš (samtliga) & Lauris Reiniks (final)           | Andrejs Reinis Zitmanis |